# La Tête la première
Pour plus de détails, voir Fiche technique et Distribution.
La Tête la première est un film franco-belge écrit et réalisé par Amélie van Elmbt, sorti en 2012.

## Fiche technique
- Titre : La Tête la première
- Réalisation : Amélie van Elmbt
- Scénario : Amélie van Elmbt
- Montage : Mélanie Le Clech
- Photographie : Nicolas François
- Musique : Sharon Shimshi
- Production : Amélie van Elmbt et Frédéric de Goldschmidt
- Société de production : Madeleine Films et Media International
- Société de distribution : Héliotrope Films
- Pays :  Belgique,  France
- Genre : comédie dramatique
- Langue : français
- Durée : 1 h 29
- Dates de sortie en salles : 
  - Belgique : 3 octobre 2012
  - France : 17 avril 2013

## Distribution
- David Murgia : Adrien
- Alice de Lencquesaing : Zoé
- Georges Hicter : le chauffeur de Bruxelles
- Jean-Jacques Rausin : le chauffeur
- Valérie Mathonet : la patronne de la friterie
- Micheline Lambion : la patronne du café
- Cécile Maidon : Louise
- Louise van Eyken : une fille au parc
- Jacques Doillon : L'écrivain

## Distinctions

### Nominations
- 2012 : sélectionné dans la section ACID au Festival de Cannes
- 2014 : nommé pour le Prix Heike Hurst du Meilleur premier film aux Lumières de la presse étrangère